# Cuestión del Sacristán

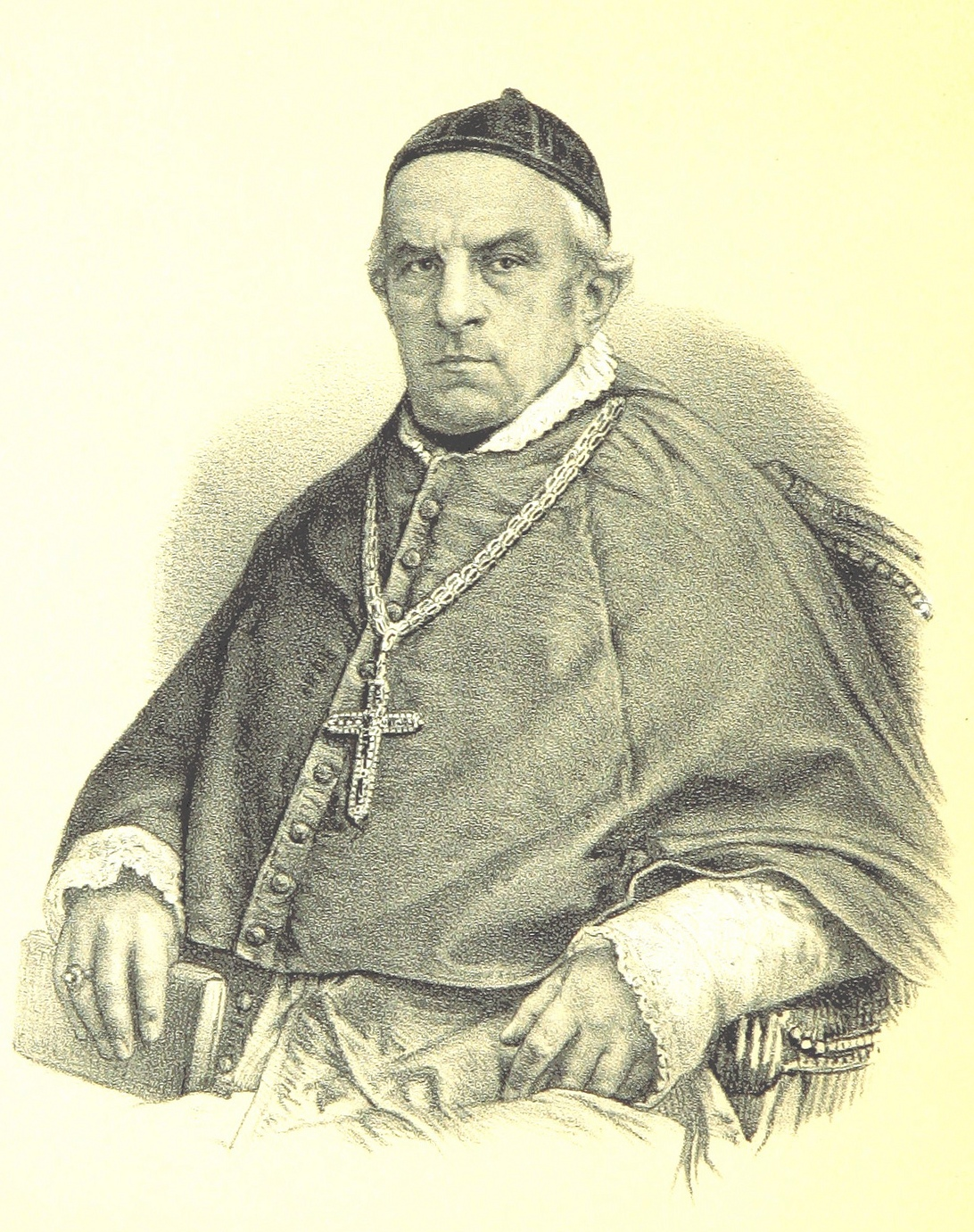
Rafael Valentín Valdivieso, arzobispo de Santiago (1848-1878).

La Cuestión del Sacristán fue un suceso histórico ocurrido en Chile en 1856, fue una acción disciplinaria interna de la Iglesia Católica, pero producto de diferentes hechos subsecuentes, terminarían provocando una gran división dentro de la coalición del gobierno del presidente Manuel Montt y de todo el sistema político, instalando una dinámica partidista con un eje divisorio: la postura frente a la posición de la Iglesia en el Estado. El quiebre culminó con la fragmentación definitiva de los pelucones en dos bandos: conservadores ultramontanos (cercanos a la Iglesia Católica) y conservadores montt-varistas o nacionales (progresistas). Esta separación debilitó de modo tal al Partido Conservador que terminaría con la hegemonía llevada por ellos hasta ese entonces en la política de Chile.

## Los sucesos
El conflicto se inició en el mes de enero de 1856, cuando el deán o sacristán mayor de la Catedral Metropolitana de Santiago, presbítero Francisco Martínez Garfias, expulsó a un sacristán llamado Pedro Santelices, acusándolo de haber destrozado de una pedrada la claraboya de la sacristía, además de beber junto a sus amigos el vino consagrado. Este buscó apoyo en el tribunal eclesiástico para revertir tal situación. El tribunal falló a su favor, razón por la que el deán recurrió a un tribunal superior en La Serena, el cual enmendó la sentencia recurrida. Esto motivó a los sacerdotes que componían el tribunal eclesiástico a someter el conflicto al conocimiento de los tribunales de justicia civiles, que tenían perfecta competencia en estos asuntos debido a que no existía una separación entre el Estado y la Iglesia. La Corte Suprema de Justicia, en uso de sus atribuciones, falló a favor de los clérigos y resolvió que el sacristán volvería a su puesto.  
La resolución de la Corte no fue reconocida por el entonces arzobispo de Santiago, Rafael Valentín Valdivieso, para quien esto suponía aceptar la competencia civil en asuntos eclesiásticos y, por tanto, desistió en reponer al sacristán en su cargo, rebelándose al fallo. De esta forma, se exponía públicamente a ser arrestado e incluso exiliado. El caso era propicio para poner en una situación incómoda al presidente Manuel Montt, a quien el clero y los sectores más conservadores de la sociedad se oponían por su visión del Estado y la sociedad. El arzobispo, siguiendo con su estrategia y conocedor del espíritu que animaba al presidente, recurrió a él en su calidad de "protector de la Iglesia", prerrogativa propia de los presidentes de la República de la época.
El presidente Manuel Montt se encontró con una disyuntiva: por un lado no podía oponerse a la ejecución del fallo de los tribunales de la República y, al mismo tiempo, comprendiendo que la situación favorecería a sus opositores que buscaban cualquier excusa para alzarse contra su gobierno, pidió, mediante su ministro Antonio Varas, a los eclesiásticos miembros del tribunal y al sacristán retirasen su querella contra el deán. El sacristán y los clérigos así lo hicieron, y de esa forma pudo terminar el problema, sin que Valdivieso fuese arrestado.

## Consecuencia
Como resultado de este hecho, muchos conservadores que apoyaban el gobierno de Manuel Montt se distancian de este por su tendencia patronatista. Gracias a esta lejanía, dichos conservadores encontraron apoyo en los liberales, que habían sido sistemáticamente excluidos de los gobiernos durante la época llamada República conservadora. De esta reunión nació la Fusión Liberal-Conservadora, coalición que resultaría vencedora en la elección presidencial de 1861, con José Joaquín Pérez como candidato.
Por otra parte, con esto se da inicio al sistema de partidos, pues la discusión política se dará en torno a grupos claramente definidos y organizados y con un eje divisorio claro: la posición de la Iglesia en el Estado.